# 安娜·涅特列布科
安娜·尤里耶芙娜·涅特列布科（俄語：Анна Юрьевна Нетребко，羅馬化：Anna Jur'evna Netrebko，1971年9月18日—），俄羅斯女高音歌劇演唱家。
她與男高音羅蘭度·維拉臣多次成功合作，而和其被並稱為當今歌劇界的「夢幻情侶」。2006年她在萨尔兹堡取得奥地利国籍。

## 生平
涅特列布科出生於俄羅斯西南部的克拉斯诺达尔，後入讀聖彼得堡音樂學院。求學時期曾在聖彼得堡馬林斯基劇院兼職清潔工。不過後來她在劇院求職面試時，被劇院的藝術總監瓦列里·格吉耶夫发现。格吉耶夫相當欣賞其嗓音，自此成為她的聲樂入門導師。而在1994年，涅特列布科得到首次歌劇演出機會，就是於在格吉耶夫指揮下的馬林斯基劇院出演《费加罗的婚礼》中的苏姗娜。而涅特列布科還在馬林斯基劇院擔任過《夢遊女》，《魔笛》，《拉美莫爾的露琪亞》和《塞维利亚的理发师》當中的女主角。
涅特列布科在1995年首次在美國登台，在三藩市歌劇院飾演《魯斯蘭與柳德米拉》中的柳德米拉一角。此後她開始在美國各地的巡迴演出，並因对角色准确的理解和艺术形象的塑造而成為俄語歌劇最有力的代言人。她在《戰爭與和平》，《沙皇的新娘》和《情定修道院》等俄語歌劇的演出，更被奉為經典。而涅特列布科的美聲技巧也毫不遜色。她在《弄臣》，普契尼的《波希米亞人》和《卡普烈特與蒙太奇》中出演的美聲角色也是為人津津樂道。
2002年，涅特列布科出演了紐約大都會歌劇院首次排演的《戰爭與和平》，並作為自己在該院的首次演出。同年，她首次參與萨尔茨堡音樂節，並擔任了尼古劳斯·哈农库特指揮的《唐璜》中的女主角。
2003年，涅特列布科發行了第一張唱片《歌劇詠嘆調集》。這張唱片成為了當年最暢銷的經典音樂唱片。2004年，承接前一年的成功，她與指揮家克劳迪奥·阿巴多合作，發行了另一張詠嘆調什錦唱片《向來自由》（Sempre Libera）。2005年，她與墨西哥籍男高音羅蘭度·維拉臣共同出演了《羅密歐與茱麗葉》和《愛情靈藥》，獲得廣泛好評。同年稍後，她與維拉臣共同主演了萨尔茨堡音樂節重新編排的現代版《茶花女》，更引起轟動。兩人「夢幻情侶」之說，亦由此而興。
2007年底，涅特列布科宣布和烏拉圭男中音埃尔文·施罗特訂婚。2008年2月，涅特列布科宣布懷孕，因此无法参加當年萨尔茨堡音樂節的演出，饰演的角色由尼诺·马查伊泽代演，同年9月5日，涅特列布科在維也納生下堤雅各·阿魯拉·涅特列布科（Tiago Aruã Netrebko）。
涅特列布科于2014年冬季奥林匹克运动会开幕式上献唱〈奥林匹克圣歌〉。2018年，涅特列布科被《紐約時報》評為年度最佳古典音樂人。2020年9月17日，涅特列布科宣布確診新冠肺炎。
2022年3月俄羅斯入侵烏克蘭期間，她批評了此次戰爭，但並未撤回對俄羅斯總統弗拉基米尔·普京的支持，因此德國巴伐利亞國立歌劇院和美國紐約大都會歌劇院取消她的演出，柏林的經紀公司與她解約，德意志留聲機公司也不再製作她的唱片。2023年2月28日，台灣的國家交響樂團也宣布3月5日音樂會取消她的演出。

## 備註
1. ↑  《BBC音樂雜誌》2005年11月1日
2. ↑  DG公司《茶花女》DVD（2005舒爾茨堡音樂節版）說明小冊子 第15頁
3. ↑  Anna Netrebko Announces Her Pregnancy
4. ↑  . 中時新聞網. 2020-09-17  [2023-03-01]. （原始内容存档于2023-02-28）.
5. ↑  Hernández, Javier C. . The New York Times. 3 March 2022  [2022-03-10]. （原始内容存档于2022-06-15）.
6. ↑  . OperaWire. 2022-03-01  [2022-03-10]. （原始内容存档于2022-04-19） （英语）.
7. ↑  . ETtoday新聞雲. 2022-03-31  [2023-02-28]. （原始内容存档于2023-02-28）.
8. ↑  . 周刊王CTWANT. 2023-02-28  [2023-03-01]. （原始内容存档于2023-02-28）.

## 外部連結
- 官方網站
- 歌迷網 （页面存档备份，存于）
- anna-netrebko.wbs.cz （页面存档备份，存于） - Czech
- 紐約時報：新類型的歌劇女神